# Canton d'Aignay-le-Duc
Le canton d'Aignay-le-Duc était une division administrative française située dans le département de la Côte-d'Or. Il est maintenant inclus dans le canton de Châtillon-sur-Seine.

## Géographie
Ce canton était organisé autour d'Aignay-le-Duc dans l'arrondissement de Montbard. Son altitude variait de 266 m (Busseaut) à 527 m (Échalot) pour une altitude moyenne de 384 m.

## Histoire
- De 1833 à 1848, les cantons d'Aignay et de Recey avaient le même conseiller général. Le nombre de conseillers généraux était limité à 30 par département[1].

## Représentation

### Conseillers généraux de 1833 à 2015
| Période | Période          | Identité                      | Étiquette              | Qualité                                                               |
| ------- | ---------------- | ----------------------------- | ---------------------- | --------------------------------------------------------------------- |
| 1833    | 1838 (démission) | Claude Thomas Bornot          |                        | Notaire à Aignay-le-Duc                                               |
| 1838    | 1848             | Joseph Pétot                  | Majorité ministérielle | Député (1834-1842) Maître de forges, maire de Voulaines-les-Templiers |
| 1848    | 1877             | Claude Nicolas Camille Misset | Droite                 | Notaire à Aignay-le-Duc                                               |
| 1877    | 1913 (décès)     | Alexandre Misset              | Républicain            | Notaire - Maire d'Aignay-le-Duc                                       |
| 1913    | 1937             | Louis Sullerot                | RG                     | Négociant à Aignay-le-Duc                                             |
| 1937    | 1940             | Emmanuel de Blic              | PAPF                   | Agriculteur Maire d'Échalot Nommé conseiller départemental en 1942    |
|         |                  |                               |                        |                                                                       |
| 1945    | 1949             | Fernand Bertrand              | Rad.                   | Cultivateur, maire de Minot                                           |
| 1949    | 1961             | Jean Lavier                   | DVD                    | Notaire à Aignay-le-Duc                                               |
| 1961    | 1970 (décès)     | Louis Armatte (1899-1970)     | Centriste              | Radio-électricien, maire d'Aignay-le-Duc                              |
| 1970    | 2015             | Henri Julien                  | RPR puis UMP           | Entrepreneur en Maçonnerie Maire de Minot (1965-2014)                 |

### Conseillers d'arrondissement (de 1833 à 1940)
Le canton d'Aignay-le-Duc faisait partie de l'arrondissement de Châtillon-sur-Seine jusqu'à sa disparition en 1926.
| Période                                  | Période      | Identité                                                | Étiquette | Qualité |
| ---------------------------------------- | ------------ | ------------------------------------------------------- | --------- | --- |
| 1833                                     | 1848         | Pierre Gabriel Rigogne (1788-1850)                      |           | Propriétaire, maire de Meulson                                                                              |
| 1848                                     | 1880         | Jean Pierre Paul Rigogne (1813-1887, fils du précédent) |           | Propriétaire, maire de Meulson                                                                              |
| 1880                                     | 1886         | Constant Chailley (1833-1909)                           |           | Notaire à Aignay-le-Duc                                                                                     |
| 1886                                     | 1914 (décès) | Léon Laporte (1852-1914)                                |           | Notaire à Aignay-le-Duc, juge de paix                                                                       |
| 1914                                     | 1919         | siège vacant                                            |           | |
| 1919                                     | 1934         | Pierre-Eugène Détouillon (1886-1950)                    |           | Médecin à Aignay-le-Duc, propriétaire à Châtillon-sur-Seine, suppléant du juge de paix                      |
| 1934                                     | 1940         | Octave Chauvot                                          |           | Agriculteur, suppléant du juge de paix, Président du comice agricole, maire de Quemigny-sur-Seine           |
| 1940                                     |              |                                                         |           | Les conseils d'arrondissement ont été suspendus par la loi du 12 octobre 1940 et n'ont jamais été réactivés |
| Les données manquantes sont à compléter. |              |                                                         |           | |

## Composition
Le canton d'Aignay-le-Duc regroupait 16 communes :
| Communes                 | Population (2012) | Code postal | Code Insee |
| ------------------------ | ----------------- | ----------- | ---------- |
| Aignay-le-Duc            | 309               | 21510       | 21004      |
| Beaulieu                 | 34                | 21510       | 21052      |
| Beaunotte                | 21                | 21510       | 21055      |
| Bellenod-sur-Seine       | 77                | 21510       | 21061      |
| Busseaut                 | 57                | 21510       | 21117      |
| Duesme                   | 48                | 21510       | 21235      |
| Échalot                  | 106               | 21510       | 21237      |
| Étalante                 | 122               | 21510       | 21253      |
| Mauvilly                 | 70                | 21510       | 21396      |
| Meulson                  | 39                | 21510       | 21410      |
| Minot                    | 210               | 21510       | 21415      |
| Moitron                  | 61                | 21510       | 21418      |
| Origny                   | 45                | 21510       | 21470      |
| Quemigny-sur-Seine       | 102               | 21510       | 21514      |
| Rochefort-sur-Brévon     | 47                | 21510       | 21526      |
| Saint-Germain-le-Rocheux | 85                | 21510       | 21549      |

## Démographie
| 1962  | 1968  | 1975  | 1982  | 1990  | 1999  | 2006  | 2011  | 2012  |
| ----- | ----- | ----- | ----- | ----- | ----- | ----- | ----- | ----- |
| 2 613 | 2 534 | 2 203 | 1 958 | 1 807 | 1 622 | 1 577 | 1 457 | 1 433 |